# Laufen (huyện)
Laufen hay Laufental (tiếng Pháp: Laufon) là một trong 5 huyện của xứ Basel chủ yếu nói tiếng Đức, Thụy Sĩ. Thủ phủ là thị xã Laufen. Trước năm 1994, huyện này thuộc tổng Bern. Năm 1979, các huyện nói tiếng Pháp của Bern được nhập vào để tạo bang Jura. Laufen thành một vùng đất lọt của Bern.

## Các đô thị

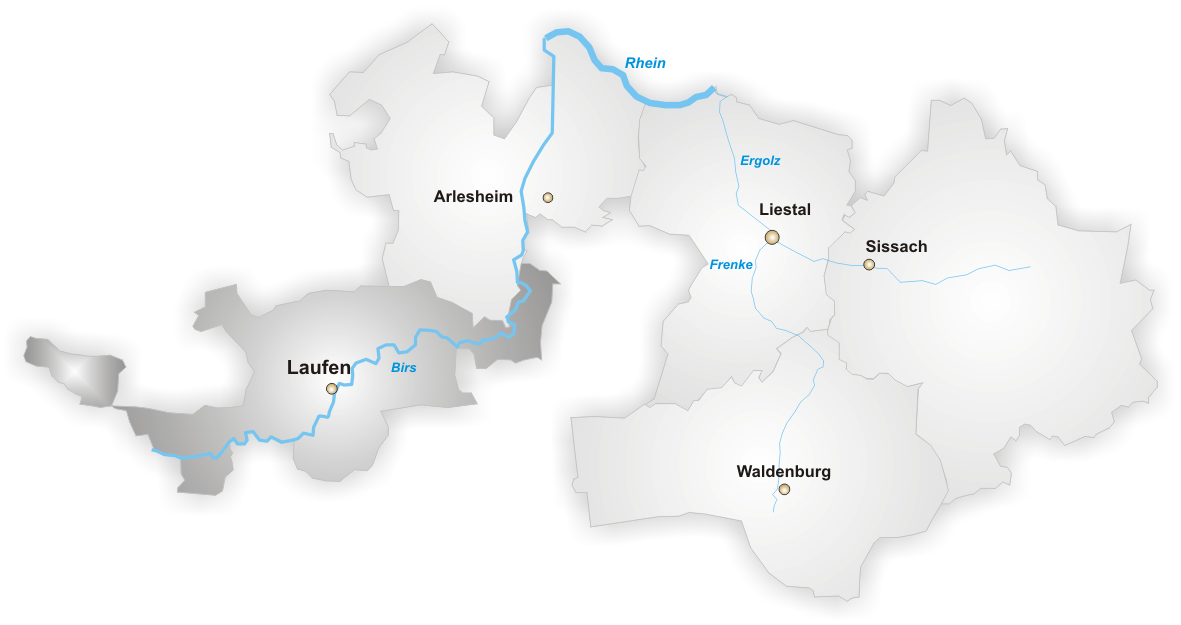
Huyện Laufen

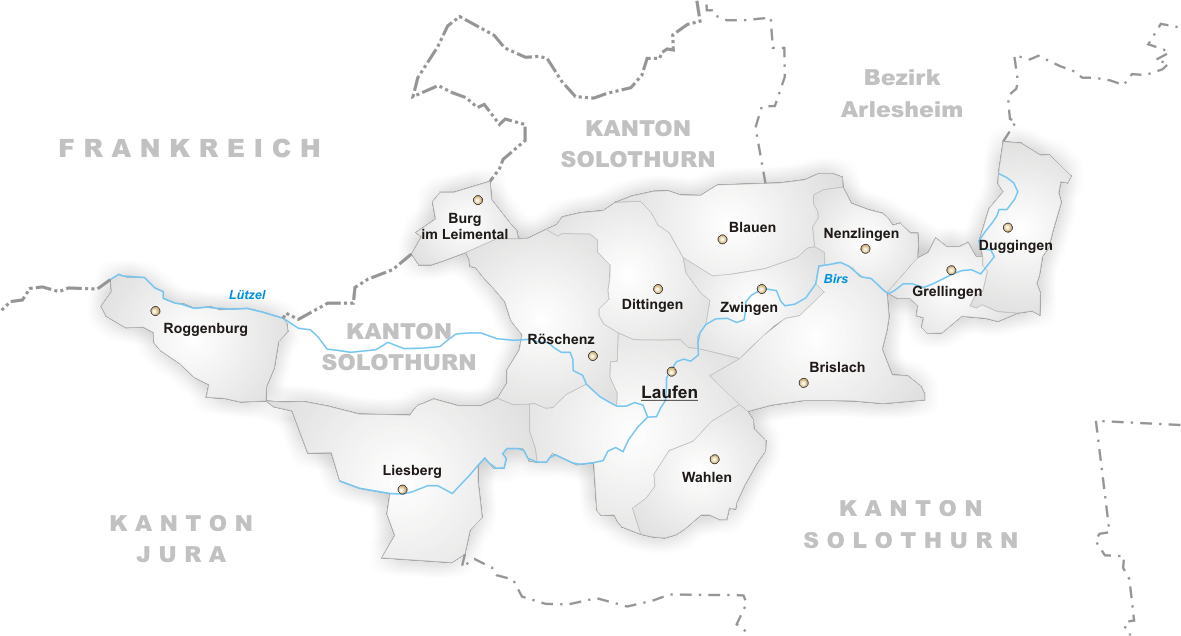
Các đô thị của Laufen

Laufen có tổng cộng 13 đô thị:
| Đô thị            | Dân số (12/2005) | Diện tích, km² |
| ----------------- | ---------------- | -------------- |
| Blauen            | 680              | 7,13           |
| Brislach          | 1483             | 9,39           |
| Burg im Leimental | 248              | 2,83           |
| Dittingen         | 694              | 6,75           |
| Duggingen         | 1.270            | 5,86           |
| Grellingen        | 1.719            | 3,31           |
| Laufen            | 5,224            | 11,37          |
| Liesberg          | 1.173            | 12,49          |
| Nenzlingen        | 405              | 3,66           |
| Roggenburg        | 262              | 6,65           |
| Röschenz          | 1.731            | 10,07          |
| Wahlen            | 1.323            | 5,42           |
| Zwingen           | 2.064            | 4,62           |
| Total             | 18,276           | 89.55          |